# كاثلين فيشر
كاثلين فيشر (بالإنجليزية: Kathleen Fisher)‏ هي عَالِمَة حاسوب أمريكية، ولدت في القرن العشرين.